# Algeria ai Giochi della XIX Olimpiade
L'Algeria partecipò ai Giochi della XIX Olimpiade che si sono svolti a Città del Messico dal 12 al 27 ottobre 1968, con una delegazione di 3 atleti impegnati in due discipline: pugilato e ginnastica. Fu la seconda partecipazione del Paese africano ai Giochi. Non fu conquistata nessuna medaglia.